# JAPANESE SINGER
『JAPANESE SINGER』（ジャパニーズ・シンガー）は、平井堅の通算8枚目のスタジオ・アルバム。2011年6月8日にDefSTAR RECORDSから発売された。規格品番はDFCL-1786。CDの他にDVDが付属した初回生産限定盤A（DFCL-1782/3）と初回生産限定盤B（DFCL-1784/5）の2形態も同時発売。

## 概要
コンセプト・カバーアルバム『Ken's Bar II』（2009年5月27日発売、DFCL-1504）やCDシングルのカップリング曲を集めた作品集『Ken Hirai 15th Anniversary c/w Collection '95-'10 “裏 歌バカ”』（2010年11月10日発売、DFCL-1713/14）を挟み、スタジオ・アルバムとしては『FAKIN' POP』（2008年3月12日発売、DFCL-1500）以来となる3年3ヶ月ぶりの作品である。CD帯のコピー：生まれてこのかた、純国産（ジャパニーズ）。
CD-DA1枚の通常盤以外に、初回限定盤としてDVD-Videoが付属した2形態を含む、合計で3形態で発売された。過去にDVDが付属したアルバムは『Ken's Bar II』があったが、計3形態で発売されるのは平井堅にとってシングル・アルバム含めて初めてとなった。同時に、スタジオ・アルバムのDVD付も本アルバムが初めてである。初回生産限定盤Aは、2010年の年末に京セラドーム大阪で1公演のみ行われたフルバンド・ライブ『Ken Hirai 15th Anniversary Special!! Vol.4』の映像を、初回生産限定盤Bは既発表シングル曲と本アルバム初収録曲計6曲のミュージック・ビデオをそれぞれ収録している。ほか発売当時には、異なる外付けの特典（招待制トーク&ライブ抽選、缶バッヂ、ポスター等）が用意されたショップもあった。
テレビドラマや映画など、タイアップ・ソングが多く収録されており（下記「#関連項目」参照）、発売当時のCDパッケージには、それらタイアップ情報を記載したシールが貼られている。通常盤、初回盤共通のCD盤は全13曲中、シングル関連が5曲、本アルバムにて初音源化となる新曲が8曲である。シングルのカップリング曲は収録されていない。新曲においては、当時の最新シングル曲「いとしき日々よ」（DFCL-1771）で久しぶりに平井堅のプロデュースを務めた松尾潔がアルバムでもトータル・プロデューサーとして起用されている。
ディスクジャケットは丸い球体を抱えた平井堅自身の肖像写真である。初回生産限定盤Aでは目を閉じ、初回生産限定盤Bではカメラ目線、通常盤では伏せた目と、別カット写真がそれぞれ使用されている。この赤い球体に関し、平井自身がインタビューで「アートワークで象徴的な赤いボールは、日本であったり、地球であったり、ハートであったり、色んな大切なモノのシンボル」と語った。また、歌詞ブックレットでは、黒と赤のコントラストを象徴的に使用している。歌詞、制作スタッフクレジットのほか、松尾潔と新谷洋子のライナーノーツを掲載。平井堅公式サイト上にも、松尾潔のコメントが掲載された。
本アルバム発売に際し、東京銀座のソニービルにて開催される「平井堅 JAPANESE SINGER exhibition 2011 Supported by Sony and DefSTAR Records」や、リスナーが選ぶ本アルバム収録のお気に入り曲とアルバムのキャッチコピーを募集する連動企画があった。

## 収録曲

### CD-DA
作詞・作曲：平井堅（特記以外）
1. Sing Forever（4:55）
  - 編曲：松浦晃久
2. いとしき日々よ（5:59）
  - 作詞：平井堅・松尾潔　編曲：鈴木Daichi秀行
3. CANDY（4:19）
  - 作曲：櫻井大介　編曲：田中直 for SUPA LOVE
4. お願いジュリー☆（4:03）
  - 編曲：田中直 for SUPA LOVE
5. 僕は君に恋をする（5:08）
  - 編曲：亀田誠治
6. さよならマイ・ラブ（4:41）
  - 作詞：松尾潔　作曲：松尾潔・豊島吉宏　編曲: Maestro-T・清水信之
7. R&B（3:36）
  - 編曲：田中直 for SUPA LOVE
8. Girls 3x（4:25）
  - 作詞：平井堅・松尾潔　作曲：平井堅・中田亮　編曲：中田亮　Vocal Arrange：川口大輔
9. アイシテル（5:15）
  - 編曲：亀田誠治
10. BLIND（3:39）
  - 編曲：田中直 for SUPA LOVE
11. Miss サマータイム（5:06）
  - 作詞：松尾潔　作曲・Vocal Arrange：川口大輔　編曲：田中直 for SUPA LOVE
12. 夢のむこうで（5:12）
  - 作詞：平井堅・松尾潔　編曲：川口大輔
13. あなたと（4:04）
  - 編曲：鈴木大

### DVD
初回生産限定盤A
- Ken Hirai 15th Anniversary Special!! Vol.4@京セラドーム大阪

1. Precious Junk
2. CANDY
3. ex-girlfriend
4. LOVE OR LUST
5. キャッチボール
6. the flower is you
7. 僕は君に恋をする
8. 瞳をとじて
9. 哀歌（エレジー）
10. Ring
11. アイシテル
12. Strawberry Sex
13. KISS OF LIFE
14. 君の好きなとこ
15. POP STAR
16. Love Love Love
17. Sing Forever
18. LIFE is...

初回生産限定盤B
- MUSIC CLIPS

1. CANDY
2. 僕は君に恋をする
3. Sing Forever
4. アイシテル
5. いとしき日々よ
6. 夢のむこうで